# OSプラザビル
OSプラザビル （OSプラザビル） は、愛知県名古屋市中区丸の内三丁目にある超高層ビルである。

## 概要
OSプラザビル（中外東京海上ビル）は中外製薬名古屋支店などを再開発して建設された超高層ビルで、名古屋市営地下鉄名城線・桜通線 久屋大通駅前の大津通と桜通の交差点角に位置している。FM放送局のZIP-FM（ジップ ＝エフエム）が最上部の17・18階に入っていることで知られている。
愛知県 人にやさしい街づくりの推進に関する条例で定める整備基準を満たし、障害者対応エレベーターと車いす使用者対応トイレの設置をしているビルに交付される「やさしさマーク」を取得しており、障害者が使い易いオフィスビルの一つである。
「平成5年度名古屋市都市景観賞」を受賞している。

## 主なテナント
- 中外製薬名古屋支店
- ワークスアプリケーションズ
- 三菱マテリアル三菱ゴールドパーク直営店
- マリンクリニック

## 最寄り駅
- 名古屋市営地下鉄名城線・桜通線 久屋大通駅下車、1号出口を利用。

## 参照
- 名古屋市：平成5年度名古屋市都市景観賞表彰作品（事業向け情報）（ウェブサイト）
- 名古屋市やさしさマーク交付事務所一覧（ウェブサイト）